# Gunnison, Mississippi
Gunnison là một thành phố thuộc quận Bolivar, tiểu bang Mississippi, Hoa Kỳ. Năm 2010, dân số của thành phố này là 452 người.

## Dân số
- Dân số năm 2000: 633 người.
- Dân số năm 2010: 452 người.